# 가고시마 시덴

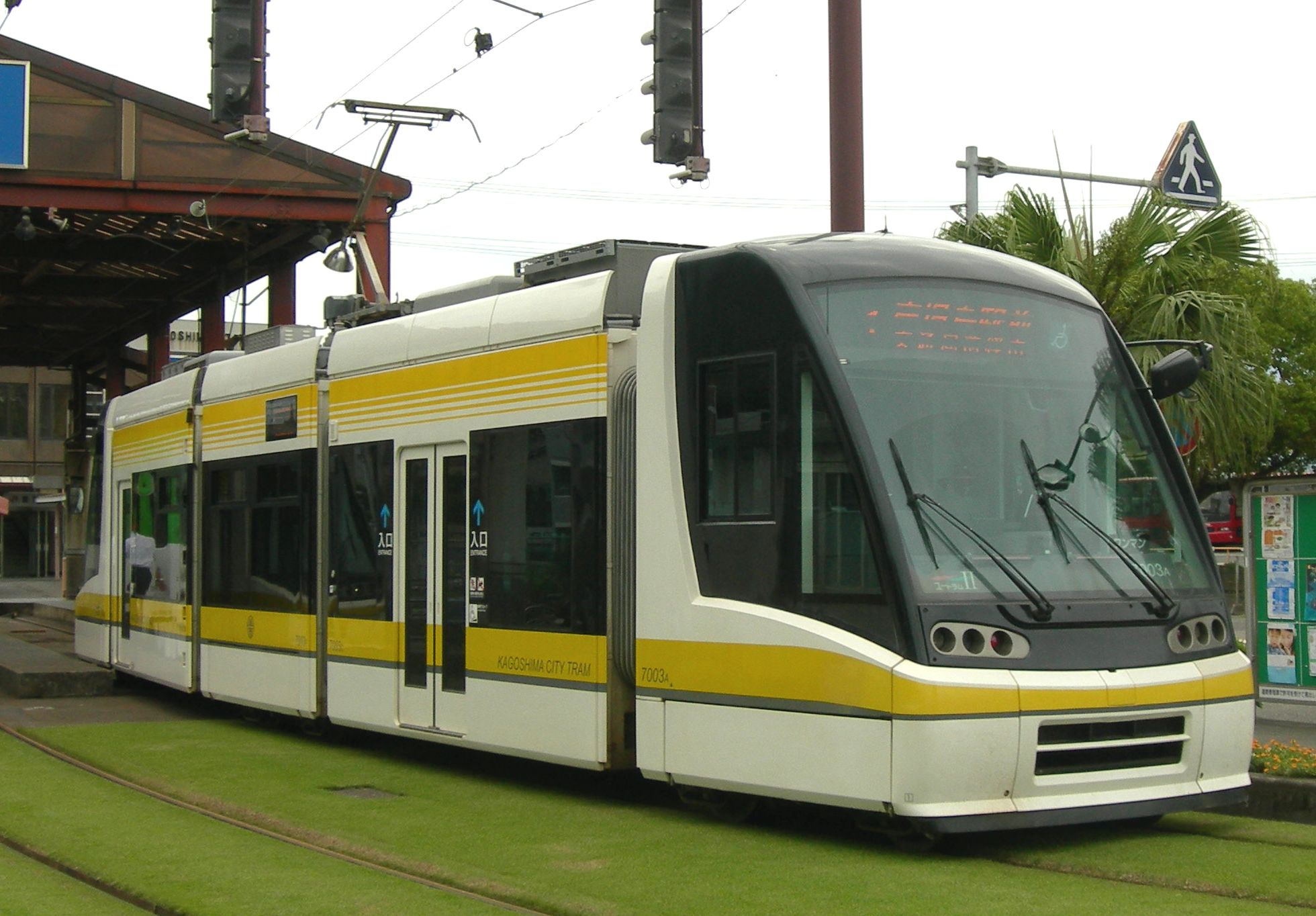

가고시마 시덴(鹿児島市電)은 일본 가고시마시 교통국이 운영하는 노면전차이다.

## 노선·계통
다음 4개 노선 (총 13.1km)로 구성되어 있다. 궤간은 (폐지 노선 포함) 전선 1435mm.
- 제1기 선 - 1914년 12월 20일 개통
- 제2기 선 - 1915년 12월 17일 개통
- 다니야마 선 - 1912년 12월 1일 개통
- 도소 선 - 1959년 12월 20일 개통

다음의 2개 계통이 운행되고 있다. 두 계통 모두 평균 5분 간격으로 운행되고 있으며, 덴몬칸도리 정류장 - 가고시마에키마에 정류장에 이르러서는 1분 간격으로 운행되는 시간대도 있다.
- ■ 1계통
- ■ 2계통